# NGC 2633
NGC 2633 je galaksija u zviježđu Žirafi.

## Vanjske poveznice
- SEDS: NGC 2633